# Centrale nucléaire de Ginna
La centrale nucléaire de Ginna est localisée près de Rochester, dans l'État de New York aux États-Unis. Elle doit son nom à Robert Emmett Ginna, qui a contribué à modifier l'Atomic Energy Act. 

## Description
La centrale nucléaire est équipée d'un unique réacteur à eau pressurisée à deux boucles construit par Westinghouse :
- Ginna : 560 MWe, mis en service en 1984, autorisation jusqu'en 2009.

Ce réacteur est identique à ceux de Point Beach, Kewaunee, et Prairie Island.
Ginna possède l'un des plus anciens réacteurs nucléaires en fonctionnement aux États-Unis.

## Accident
La centrale de Ginna a connu un accident nucléaire sérieux le 26 janvier 1982, quand de la vapeur radioactive s'est échappée dans l'air à la suite d'une rupture du tube d'un générateur de vapeur. La fuite dura 93 minutes et conduit à la déclaration d'un état d'urgence sur le site. 